# Centraugaptilus porcellus
Centraugaptilus porcellus är en kräftdjursart som beskrevs av M. W. Johnson 1936. Centraugaptilus porcellus ingår i släktet Centraugaptilus och familjen Augaptilidae. Inga underarter finns listade i Catalogue of Life.